# Applausi/Torna Liebelei
Applausi/Torna Liebelei è il 13° singolo a 45 giri de I Camaleonti. Venne pubblicato in Italia nel 1968. Dei due brani ne venne registrata anche una versione con i testi tradotti in tedesco, pubblicata in Germania nello stesso periodo nel 45 giri Noch Einmal/Sommer Liebelei.

## Tracce
Lato A
1. Applausi – 3:30 (testo: Luciano Beretta – musica: Claudio Cavallaro)

Lato B
1. Torna Liebelei – 3:28 (testo: Daniele Pace, Mario Panzeri – musica: Giancarlo Colonnello)